# Acer roseomarginatum
Acer roseomarginatum é uma espécie de árvore do gênero Acer, pertencente à família Aceraceae.